# (33984) 2000 NU24
2000 NU24 (asteroide 33984) é um asteroide da cintura principal. Possui uma excentricidade de 0.23510670 e uma inclinação de 4.45204º.
Este asteroide foi descoberto no dia 4 de julho de 2000 por LONEOS em Anderson Mesa.